# Consolidated C-87 Liberator Express
Consolidated C-87 Liberator Express – wersja transportowa amerykańskiego bombowca Consolidated B-24 Liberator.
W pierwszej wersji zamówiony został przez RAF Ferry Command, oddział, który zajmował się przewożeniem do USA pilotów przeprowadzających następnie przez Ocean Atlantycki samoloty do Wielkiej Brytanii. W samolotach tych, niczym nieróżniących się od B-24 poza brakiem uzbrojenia i luków bombowych znajdowało się 38 siedzeń pasażerskich. W sumie zakłady lotnicze w San Diego w Kalifornii i w Fort Worth w Teksasie wyprodukowały 287 tych maszyn dla United States Army Air Forces i RAF-u z czego kilkadziesiąt przeznaczono dla przewozu osobistości. 
W tej ostatniej wersji była drewniana podłoga i tylko 12 miejsc pasażerskich (z jednym wyjątkiem – w samolocie dla ambasadora ZSRR w Londynie Iwana Majskiego było 18 siedzeń), komora bombowa była zaślepiona i stanowiła dodatkowe pomieszczenie na pocztę i inne przesyłki, ściany były wytłumione, a kabina (w niektórych maszynach) klimatyzowana. Obsługę stanowiło 4 członków załogi.
Takim samolotem posługiwali się Winston Churchill, William Averell Harriman, Charles de Gaulle i generał Władysław Sikorski, na pokładzie którego zginął 4 lipca 1943 w Gibraltarze.